# Ḫ
Das Ḫ (kleingeschrieben ḫ) ist ein Buchstabe des lateinischen Schriftsystems. Er besteht aus einem H mit untergesetztem Breve.
Das Zeichen wird in keiner Sprache verwendet, ist jedoch in einigen Transliterationsschemen anzutreffen. So wird der Buchstabe beispielsweise in der DMG-Umschrift zur Transliteration der arabischen Schrift verwendet, um das Zeichen ﺥ zu transliterieren, welches als stimmloser uvularer Frikativ (IPA: [⁠χ⁠]) ausgesprochen wird. Das Zeichen ẖ wird in dieser Bedeutung vor allem im angelsächsischen Raum ebenfalls verwendet.
| x |

| x |

Das Ḫ wird auch zur Transkription der hethitischen Sprache verwendet. Dort stellt es die Laryngale dar, die diese Sprache verwendet.

## Darstellung auf dem Computer
Unicode kodiert das Ḫ mit Breve unten an den Codepunkten U+1E2A (Großbuchstabe) und U+1E2B (Kleinbuchstabe).